# Західно-Октябрське газоконденсатне родовище
Західно-Октябрське газоконденсатне родовище — належить до Причорноморсько-Кримської нафтогазоносної області Південного нафтогазоносногу регіону України.

## Опис
Розташоване в південно-західній частині Тарханкутського півострова (Крим). Приурочене до Октябрсько-Мілової зони антиклінальних складок півд. борту Каркінітсько-Північно-Кримського прогину. Виявлене в 1957-58 рр. Розвідане в 1962-77 рр. Промисловий приплив одержано з газових покладів середнього альбу в інтервалі 2894—2918 м. Продуктивний горизонт укладений туфами, туфітами, туфопісковиками і туфоаргілітами. Поклад пластового склепінчастого типу. Колектори порово-тріщинні. В 1971-84 рр виконувалася дослідно-промислова розробка родов., при якій видобуто 61,9 млн м³ газу і 23,3 тис.т конденсату. Експлуатація свердловин припинена у зв'язку зі зниженням дебітів газу до 1-2 тис. м³/добу і падінням робочого тиску до 1,5-1,6 МПа. Запаси початкові видобувні категорій А+В+С1: газу — 552 млн м³; конденсату — 185 тис.т. При цьому 280 тис.т запасів конденсату родов. віднесено до забалансових, а 443 млн м³ газу — до категорії С2.